# Гринлэнд Груп Сучжоу-центр
Гринлэнд Груп Сучжоу-центр (Greenland Group Suzhou Center, 苏州绿地中心) — сверхвысокий небоскрёб, расположенный в китайском городе Сучжоу (район Уцзян), на побережье озера Тайху. Построен в 2021 году в стилях модернизма и футуризма, является вторым по высоте зданием города, после башни IFS, а также входит в топ-50 самых высоких зданий Китая. 
«Гринлэнд Груп Сучжоу-центр» имеет 77 наземных и три подземных этажа, которые заняты офисами, гостиничными номерами и жилыми апартаментами. В подиуме расположены многоуровневый торговый центр и паркинг, рядом со зданием спроектирован причал для яхт. Архитекторами небоскрёба выступили американская компания Skidmore, Owings & Merrill и Восточно-Китайский архитектурный институт, владельцем является шанхайская корпорация Greenland Group.   